# ワイドボーイズ
ワイドボーイズ (The Wideboys) は、イギリスのエレクトロニック・ミュージック・デュオであり、クラブ向けのリミックス作品や、デニス・G (Dennis G) のボーカルで2001年10月に全英第15位となったオリジナル曲 "Sambuca" で知られる。トップ40シングルとしてはほかに、オール・セインツ (All Saints) のシャズネ・ルイス (Shaznay Lewis) を迎え、2008年に第32位となった "Daddy-O" がある。
オリジナル作品の多くは、クラブDJ向けの12インチレコード形式を特に好んで発表する。1998年、他のアーティストの楽曲のダンスリミックスの制作を開始し、2000年、アートフル・ドジャー (Artful Dodger) の楽曲でボーカルにクレイグ・デイヴィッド (Craig David) を起用した「リ・リワインド」(Re-Rewind) および「ウーマン・トラブル」(Woman Trouble) のリミックスで名声を得る。この成功により、カイリー・ミノーグ (Kylie Minogue)、リアーナ (Rihanna)、ガールズ・アラウド (Girls Aloud)、タイオ・クルーズ (Taio Cruz)、プッシーキャット・ドールズ (The Pussycat Dolls) といった有名アーティストの楽曲のリミックスを手がけるようになる。2009年、ミニストリー・オブ・サウンド (Ministry of Sound) レーベルより、一連のダンスミックス・アルバムの発表を開始。『名車再生!クラシックカー・ディーラーズ』(Wheeler Dealers) シリーズのテーマ曲の1つ「バラクラバ」(Balaclava) でも知られる。
このほか、bird「マーメイド3000」、MONDO GROSSO「MG4BB」といった日本のアーティストの楽曲のリミックスがある。